# A hugenotta
A hugenotta vagy A hugenotta Szent Bertalan éjszakáján John Everett Millais brit festő festménye. A kép 1852-ben készült, eredeti címe: A Huguenot, on St. Bartholomew's Day, Refusing to Shield Himself from Danger by Wearing the Roman Catholic Badge.

## Leírása
A kép látszólag egy fiatal, ölelkező szerelmespárt ábrázol. Azonban az ölelés a lány egy kétségbeesett kísérletének következménye, aki megpróbálja ráveni kedvesét, hogy karján egy fehér szalagot viseljen. A cím alapján a hugenotta – protestáns vallású – fiatalembert az 1572. augusztus 23-án este Párizsban lezajlott mészárlás – a Szent Bertalan éjszakája néven ismert vallásháborús esemény – során a fehér karszalag megvédte volna, mivel a katolikus egyház hívei ilyen szalagot hordtak. A fiatalember azonban ugyanazzal a karjával, amelyikkel átöleli a lányt, gyengéden le is fejti karjáról a szalagot. A Szent Bertalan éjszakája során a Párizsba békülési szándékkal gyűlt hugenották nagy részét, a király beleegyezésével, legyilkolták, csak néhányan menekültek meg, akik felöltötték a fehér karszalagot.
Millais eredetileg csak egy egyszerű szerelmespárt akart megfesteni, de preraffaelita kollégája, William Holman Hunt hatására megváltoztta a kép banálisnak tartott témáját. Miután Millais megtekintette Giacomo Meyerbeer operáját, a Les Huguenots-ot, amely a mészárlás történetét mutatja be, Millais ezt a témát festette meg képén. Az operában az egyik szereplő, Valentine szintén sikertelenül próbálja rávenni kedvesét, Raoult, hogy fehér karszalagot viseljen.
A protestáns téma kiválasztása azért is jelentős volt, mivel a preraffaelita mozgalmat korábban a katolicizmussal és az anglo-katolikus Oxfordi Mozgalommal való szimpatizálással vádolták.
A képet 1852-ben állították ki Millais másik festményével, az Oféliával együtt. Tom Taylor igen kedvező kritikát írt a Hugenottáról, amely a Punch magazinban jelent meg. A képet nyomatban is reprodukálták, amely igen népszerű lett, és hatására Millais számos, hasonló témájú festményt készített pályája során.

## Fordítás
- Ez a szócikk részben vagy egészben  az   A Huguenot című angol Wikipédia-szócikk fordításán alapul.  Az eredeti cikk szerkesztőit annak laptörténete sorolja fel. Ez a jelzés csupán a megfogalmazás eredetét és a szerzői jogokat jelzi, nem szolgál a cikkben szereplő információk forrásmegjelöléseként.